# 로하역
로하역(路下驛)은 조선민주주의인민공화국 평안북도 곽산군에 위치한 평의선의 철도역이다.
승강장은 1면2선으로 구성되어 있으며, 곽산군의 북부에 위치하고 있다.